# Linda (eroina)
Nella mitologia estone Linda è una donna descritta come la sposa di Kalev e madre di Kalevipoeg nell'omonimo poema scritto da Friedrich Reinhold Kreutzwald verso la metà del XIX secolo.

## Storia
Figlia di una vedova del paese di Lääne, nacque da un uovo che la madre aveva trovato al pascolo assieme ad un pulcino ed un corvo. 

La mattina in cui nacque dall'uovo, il pulcino si trasformò in sua sorella Salme, mentre il corvo diventò una piccola serva per aiutare in casa.

### Il matrimonio con Kalev e la prima progenie
Cresciuta, in età da marito ebbe diversi spasimanti e ne rifiutò cinque (tra cui il figlio della Luna), fino all'arrivo del gigante Kalev che ne chiese la mano. 

La madre gli rifiutò il consenso, ma Linda scelse proprio lui e così la madre cambiò idea di fronte alle richieste di lei.
Linda mise alla luce diversi figli, che dal padre impararono ad essere coraggiosi, ma come da tradizione l'intera eredità spettava ad un solo figlio ed in età molto avanzata Kalev convocò la moglie per annunciarle una nuova maternità da cui avrebbe dato alla luce colui che avrebbe ereditato tutto.

### Morte di Kalev e costruzione del tumulo
Nella speranza di salvare il marito prossimo alla morte, Linda mandò una coccinella alla ricerca di aiuto ma questa, nonostante abbia volato fino al sole, la luna e la stella del mattino, non trovò aiuto nemmeno da tre maghi che invece le confermarono che la morte è invincibile e quando tornò indietro, Kalev giaceva ormai esanime.

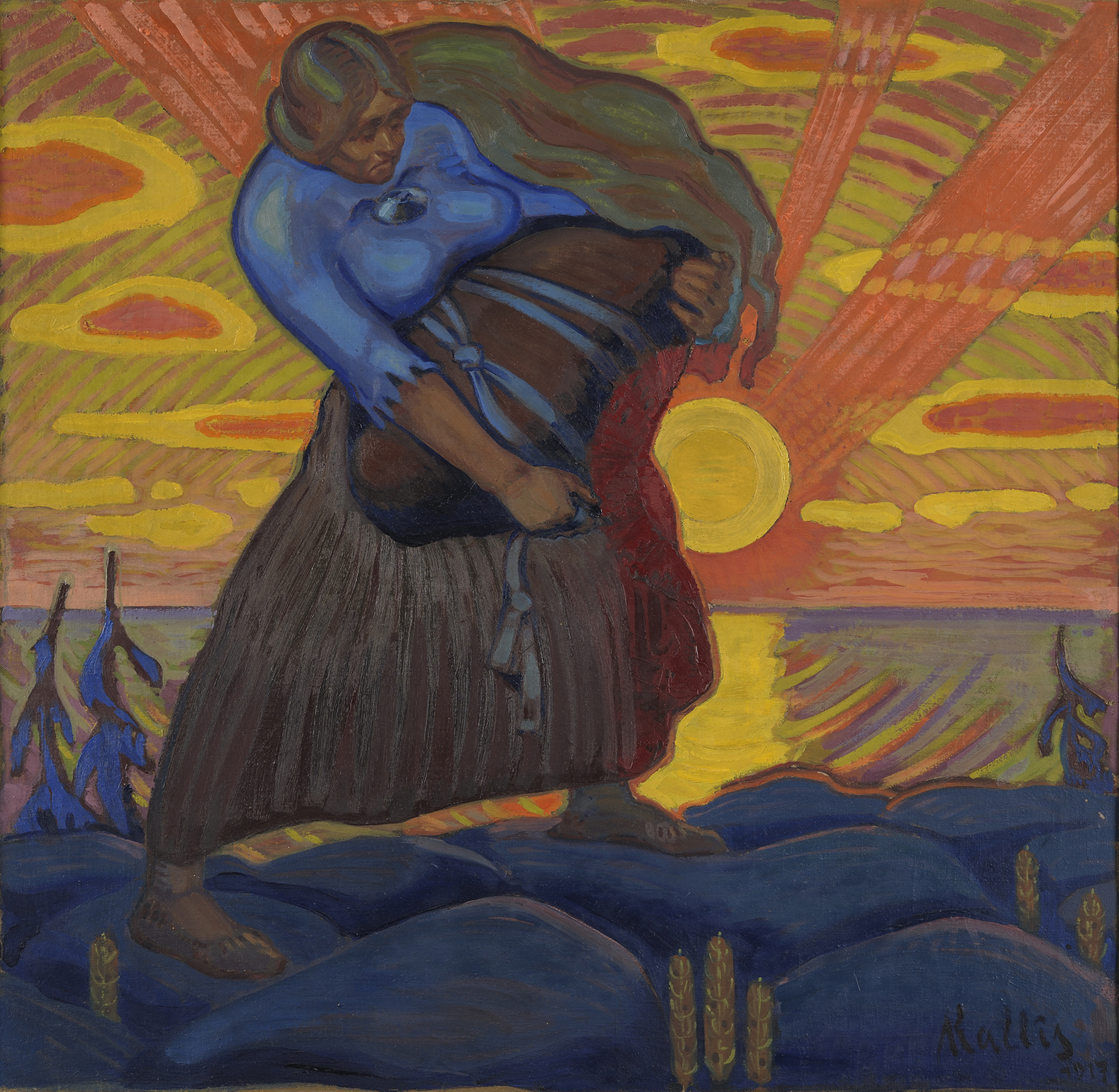

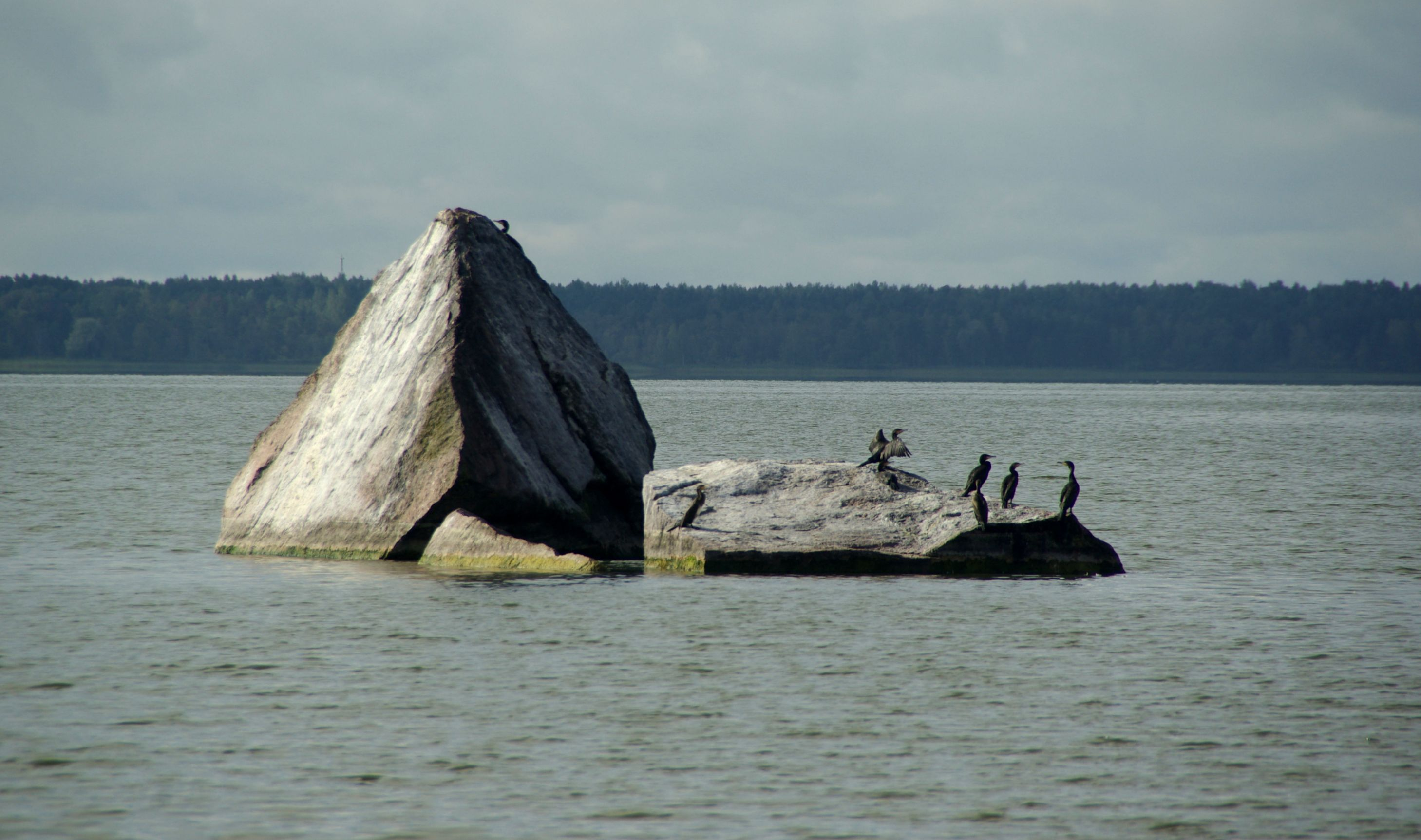
Le pietre che affiorano dal lago e che nella mitologia furono portate da Linda o scagliate dal figlio Kalevipoeg.

Linda pianse il marito per sette giorni e sette notti, poi lo seppellì dieci piedi sotto terra ed infine iniziò la costruzione di un tumulo sulla cui sommità decise di mettere un grande blocco di pietra, che però gli cadde durante il trasporto rotolando giu dal pendio per fermarsi vicino alla base del monumento. 

Quel luogo è oggi una collina su cui sorge Toompea, (la Città Vecchia di Tallinn). 

Le lacrime del pianto inconsolabile della vedova si raccolsero dapprima in una pozza, poi in uno stagno ed infine divennero il lago Peipus, oggi individuato nel Lago Ülemiste presso Tallinn.

### Nascita di Kalevipoeg
Poco tempo dopo Linda mise al mondo il figlio postumo di Kalev ed in suo onore gli diede nome Kalevipoeg ovvero "Figlio di Kalev". Il bambino crebbe rapidamente strappando vestiti e rompendo la culla per poi lanciare sassi enormi e sradicare alberi per costruirci delle slitte. 
 Prese via via le sembianze del padre e Linda si consolò della sua morte crescendolo e constatando che Kalevipoeg era forte e solido come una roccia di Taara e fresco come il fiore della prateria.

### Le pretese di Tuuslar
Rimasta vedova con tre figli, fu assillata da molti pretendenti tra cui un mago potentissimo di nome Tuuslar ed in grado di controllare gli elementi del cielo e della terra e che, a differenza degli altri respinti, non accettò il rifiuto ed una volta scacciato da lei meditò vendetta. 

Tuuslar la rapì mentre i figli erano lontani e cercò di portarla su una barca con cui intendeva raggiungere la Finlandia ma le urla di Linda furono sentite dagli dei tra i quali Ukko, che lo colpì con una folgore stordendolo e trasformando Linda in una roccia affilata e rivolta verso il mare.

## Il lascito di Linda
Kalevipoeg una volta cresciuto chiamò la città fortificata Lindanise (il seno di Linda) oggi riconducibile al Castello di Toompea, una fortezza estone sita nella città di Tallinn.